# Vi-butikerna
Vi-butikerna var en svensk detaljhandelkedja ägd av fria handlare, huvudsakligen i Storstockholmsområdet, från 2005 till 2011.
Vi-butikerna ingick ursprungligen i butikskedjan Vivo. När denna kedja köptes upp av Axfood bröt sig handlarna i Vivo Stockholm ur och bildade en egen grupp, som 2005 övergick från Axfoods grossistföretag Dagab till Bergendahls. I december 2008 beslutade dock Vi-butikerna att från november 2009 återgå till Dagab.
I augusti 2011 började avvecklingen av varumärket Vi, som pågick under resten av 2011, butikerna gick då över till Hemköp eller blev självständiga. Den första butiken, i Huddinge kommun omvandlades redan i april 2011 och butiken i Sköndal blev Hemköp i augusti samma år. 
Sista butik som upphörde att vara Vi-butik var T-Jarlen vid Östermalmstorgs tunnelbanestation, som blev fristående. T-Jarlen stängde för gott den 30 april 2025.